# Renaissance (historiographie)
Pour les articles homonymes, voir Renaissance (homonymie).

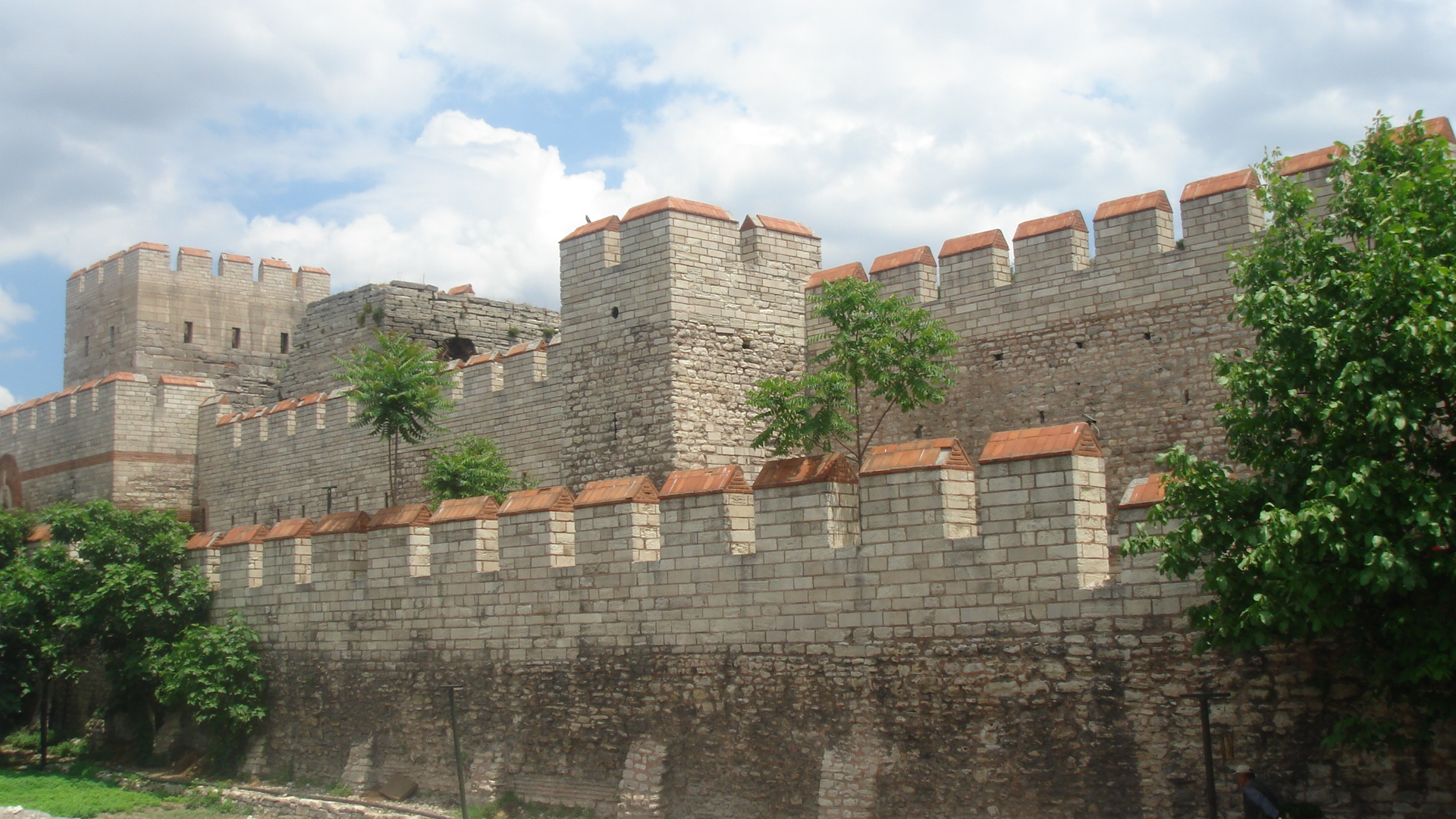
Après le VIIe siècle qui fait suite à la disparition de la Pax Romana, l'Europe paraît repliée sur elle-même : à l'Est protégée des invasions provenant de l'Asie par les puissantes murailles de Constantinople, à l'Ouest par la résistance graduelle dans les contreforts cantabriques et pyrénéens à l'avènement d'al-Andalus, l'Occident musulman. Quoique stratégiquement assailli, la pensée sur le continent émane d'une culture nouvelle, voire une civilisation dite médiévale, sur laquelle se fonde durablement son identité et ses structures.

Cet article traite du concept de Renaissance en historiographie, indépendamment des époques ou civilisations où le terme est employé par les historiens.
La découpe historique de cette période charnière entre l'époque médiévale et l'époque moderne est sujette à un débat interprétatif entre historiens et historiens de l'art : alors que les découpes de l'Histoire antique, l'Histoire médiévale et l'Histoire moderne sont communément admises, l'introduction d'une charnière entre Moyen Âge et temps modernes est plus délicate, ce qui montre le degré interprétatif de ce « renouveau dans les arts, la littérature, les sciences ». Face au flou terminologique, les historiens parlent quelquefois de prérenaissances avant que ne démarre véritablement le Rinascimento, telle la Pré-Renaissance identifiée en Italie dès le Trecento.
L'emploi lui-même de Renaissance découle d'une perception de l'Histoire visant à lui donner un sens, qui remonte au régime de pensée de l'idéalisme allemand du XIXe siècle, notamment au travers des concepts du philosophe occidental Hegel. Cette manière de percevoir l'Histoire est aujourd'hui elle-même controversée.

## Concernant le terme de Renaissance
Giorgio Vasari fut l'un des premiers à utiliser le terme « renaissance » en 1550 dans ses Vies des plus excellents peintres, sculpteurs et architectes pour désigner un renouveau des lettres et des arts. Les contemporains de cette période étaient conscients d'un changement profond dans le domaine artistique. Beaucoup d'humanistes ont regretté les pertes consécutives aux invasions barbares : déjà au XIVe siècle, Pétrarque et Boccace parlaient de temps obscurs pour désigner les temps qui suivirent la disparition de l'Empire romain. Raphaël a adressé une lettre au pape Léon X dans laquelle il évoque les temps barbares du « Moyen Âge ».
Au XIXe siècle, les romanciers et intellectuels ont grandement contribué au succès du mot « Renaissance ». Ils se font le relais des propagandistes de Louis XVIII qui veulent restaurer la monarchie en prenant pour modèle la monarchie modérée de Louis XII, de François Ier et d'Henri IV. En effet, l’importation des idéaux et des progrès de la Révolution française font que Louis XVIII ne peut restaurer l’absolutisme pré-révolutionnaire. Dès lors, dans un pays occupé militairement à la suite des conditions draconiennes du Traité de Paris, ses propagandistes veulent faire briller la France, non plus par la guerre, mais par ses artistes, ses savants, ses intellectuels, comme elle avait brillé au XVIe siècle. La première occurrence du terme « Renaissance » pour désigner à la fois un style — celui de l'art français du XVIe siècle ici — et une époque apparaît en 1824 dans le numéro du 5 juillet du Journal des débats pour décrire l'inauguration de la galerie d'Angoulême du musée du Louvre ; plusieurs ouvrages l'utilisent dès lors dans ce sens (Tableau historique et critique de la poésie française et du théâtre français au XVIe siècle de Sainte-Beuve en 1828, Le Bal de Sceaux de Balzac en 1830) ; les historiens Jean-Jacques Ampère (en 1840 dans son Histoire littéraire de la France avant le XIIe siècle), Michelet (en 1855 dans son volume consacré au XVIe siècle La Renaissance) et Burckhardt (en 1860 dans son livre Culture de la Renaissance en Italie) consacrent le terme en évoquant dans leurs ouvrages la « civilisation de la Renaissance ». Dans le même mouvement, le terme Moyen Âge a pris une connotation très négative pendant cette période.
Au XXe siècle, les historiens ont réévalué l'art médiéval et reconnu deux ou trois autres renaissances : la renaissance carolingienne (VIIIe / IXe siècles), puis la renaissance ottonienne (autour de l'an mil) s'enchaînant avec la renaissance du XIIe siècle.
Un examen attentif des œuvres du Moyen Âge montre que le legs antique n'a jamais vraiment disparu : les principaux auteurs latins, ainsi que Platon étaient connus dans les monastères pendant le haut Moyen Âge, et certains auteurs grecs (Thalès, Euclide, Ptolémée, Aristote…) furent réintégrés à partir de la fin du Xe siècle, et surtout à partir du XIIe siècle, à partir des connaissances scientifiques et philosophiques de la civilisation arabo-musulmane. Les arts libéraux (trivium et quadrivium) ont été à la base des enseignements médiévaux, avec deux coupures : 550-750 (après les grandes invasions), et 850-920 (pendant les invasions normandes, hongroises et sarrasines). La philosophie médiévale était beaucoup plus importante qu'on ne l'a prétendu.
Les spécialistes débattent par ailleurs du début de la Renaissance artistique et certains n'hésitent pas à la faire remonter au XIIIe siècle avec Giotto.
La découpe historique de cette époque charnière entre l'époque médiévale et l'époque moderne est sujette à un débat interprétatif entre historiens de l'art. La notion de Renaissance découle d'une perception de l'Histoire visant à lui donner un sens, ce qui correspond au régime de pensée de l'idéalisme allemand du XIXe siècle, notamment au travers des concepts de Hegel. Cette manière de percevoir l'Histoire étant elle-même controversée. Certains historiens considèrent de plus que l'usage traditionnel de la période Renaissance dans l'historiographie française est un chrononyme commode mais discutable pour marquer une rupture entre l'Âge sombre médiéval et l'époque moderne. Ils préfèrent utiliser, selon la thèse de continuité (en) postulant un passage graduel entre ces périodes, l'appellation plus neutre d'« early modern » (pour « Early modern Europe », littéralement époque moderne européenne), de « première modernité » ou « seuil de la modernité ». Les historiens italiens parlent quant à eux de Quattrocento, Cinquecento.

## Influence de la philosophie de l’histoire

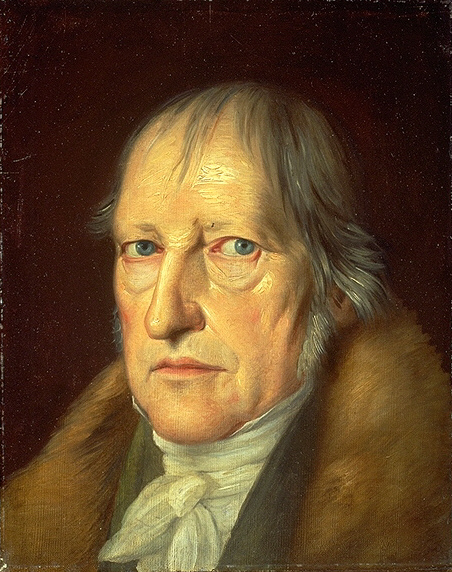
Georg Wilhelm Friedrich Hegel (1770-1831), Portrait peint l’année de son décès par Schlesinger.

Assez tôt dans l’époque moderne, les Lumières amenèrent un concept idéaliste concernant le sens de l’Histoire, qui induit que cette dernière se déroulerait selon une logique identifiable ; certaines époques étant positives pour l’humanité, d’autres plus sombres. Les Lumières représentées par Nicolas de Condorcet (dans Esquisse d'un tableau historique des progrès de l'esprit humain) et par Emmanuel Kant (dans Vers la paix perpétuelle) mais aussi Hegel et Marx au XIXe siècle jusqu’à Wilhelm Dilthey ont suivi ce concept. Les grands historiens des civilisations du XIXe siècle, Edward Gibbon en tête, illustrent en particulier cette logique dans leur description de la chute de l’Empire romain, perçu comme une perte dommageable.
Cette orientation historiographique aurait vécu avec la Seconde Guerre mondiale : l’école de Francfort (Horkheimer, Adorno entre autres) dans la Critique de la raison ont remis en cause cette conception idéaliste de l’Histoire en raison des bouleversements moraux et intellectuels liés aux atrocités de la guerre totale et tout particulièrement à la Shoah.
En France, Gilles Deleuze amena le concept selon lequel des expérimentations auraient lieu en permanence dans les aires culturelles du monde, certaines aboutissant à des changements et d’autres s’évanouissant dans l’oubli ; un développement historique qui, cette fois, ne soit plus orienté dans un sens bon ou mauvais, mais en rhizomes.
Un exemple concret de cette absence de déterminisme historique figure dans la disparition lors du XVIIe siècle des procès de sorcières pratiqués par une institution inquisitoriale à l’assise pourtant incontestée. Les derniers traits de l’âge sombre de l’inquisition médiévale, qui avaient coexisté avec les siècles dits de renouveau de l’Humanité (Renaissance, Lumières), disparurent sans raison identifiée.

## Les prérenaissances européennes
Depuis la chute de l'Empire romain d'Occident, les historiens, hagiographes des rois ou des saints, et écrivains de chroniques ou d'histoires ecclésiastiques n'ont eu de cesse de rechercher les traces d'une restauration de l'ordre ancien, perception manichéenne d'une lumière qui mettrait fin à l'ombre des temps barbares qui se projetait sur les terres de l'Occident en devenir. Ce paragraphe introduit ces "prérenaissances" et en dresse la liste.

### Conquêtes de Charlemagne

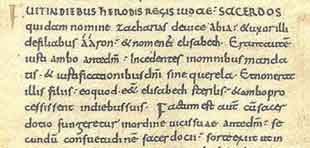
La Renaissance carolingienne apporte à l'Occident l'uniformité de l'écriture.

Le règne de Charlemagne s'accompagna de refontes sur le plan juridique, applicables sur toutes les terres conquises, et de décisions concernant la reprise d'un enseignement généralisé de l'écrit. Il décida de l'adoption de l'ère chrétienne dans le décompte des années (comput). Cette dernière décision ne fut généralisée que sous Charles le Simple dans ses États. Il fallut donc attendre deux cents ans pour que se stabilise l'emploi du calcul de Denys le Petit (lui-même établi dans les années 540 à Rome).
À l'issue de cette période historique, Gerbert d'Aurillac apporta l'emploi des chiffres arabes à partir de ses études de la civilisation andalouse.
En fait d'une "renaissance", les lettrés de cette époque parlaient de renovatio. Charlemagne a réalisé une synthèse des particularismes hérités des différents codes de droit romano-germanique qui se développèrent dans les premiers royaumes du Haut Moyen Âge. Cette synthèse est une étape importante dans la fondation du droit occidental, base juridique pour la France et l'Allemagne si ce n'est l'Europe.
Politiquement, son sacre à la tête d'un nouvel Empire d'Occident qui se redresse enfin après 400 ans d'inexistence, alors que perdurait l'empire byzantin, lui donne la faveur des papes de Rome, ainsi que des clercs qui rédigent les chroniques.

### Réforme clunisienne
L'instauration de l'ordre de Cluny peut être considérée comme annonciatrice dans les terres carolingiennes de la réforme grégorienne, et une possible fin du Haut Moyen Âge. Les ordres monastiques acquièrent une forme de plus en plus précise, ouvrant sur un pouvoir inégalé dans les siècles suivants sur le temporel et le spirituel à la fois.

### Règne d'Otton du Saint-Empire
Le règne perçu comme éclairé d'Otton Ier du Saint-Empire, contemporain du développement de l'ordre de Cluny sur les terres de Francie, a mené au terme commun de « Renaissance ottonienne », identifiée des années 920 à 1000 et valable sur les terres de l'Occident chrétien désormais bel et bien instauré. De plus, les relations impériales avec la papauté romaine sont à la concorde.
L'époque historique est plutôt celle d'un Moyen Âge central (950-1250), dans laquelle ce dernier acquiert ses caractéristiques civilisationnelles propres, rompant définitivement avec celles de l'Antiquité tardive et évoluant par rapport à celles du Haut Moyen Âge.

### Byzance sous les Macédoniens
Équivalent contemporain à la renaissance ottonienne, valable pour l'Orient européen lié à Constantinople.

### Amorce de la Renaissance dès leXIIesiècle

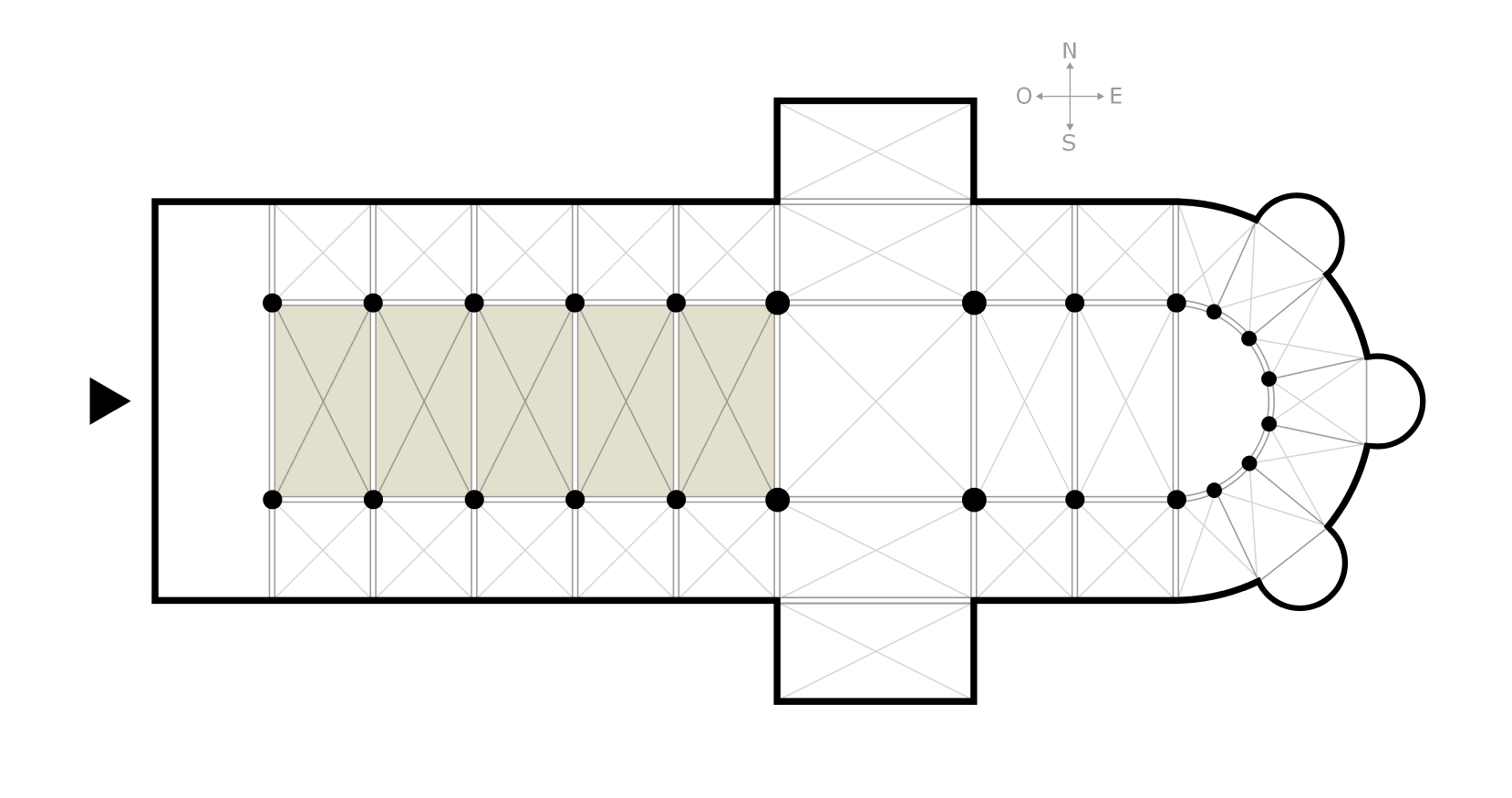
La nef et le fameux temps des cathédrales instaure lors du XIIe siècle un renouveau par le biais du compagnonnage qui diffuse la manière gothique de construction sur les terres romanes (occitanes) à partir des chemins de Compostelle.

Les découpes historiques de l'an mille aux années 1250 contredisent, dans le milieu des historiens médiévistes, l'idée d'une renaissance à ce moment, puisque selon eux la « civilisation médiévale » est au contraire entrée dans un âge d'or qui la sublime, comme la civilisation romaine connut la sienne.
Le terme couvre 1060-1200, sur deux siècles, et correspond au Moyen Âge central pour les historiens médiévistes (950-1250) : Charles H. Haskins la fait commencer dans les années 1070.

### Trecentoitalien
Cette dernière « Pré-Renaissance » est cette fois la bonne puisqu'elle inaugure le renouveau artistique et technologique tant attendu.
Il s'agit en fait d'un renouveau essentiellement impulsé dans les riches cités du nord de l'Italie par les réfugiés byzantins de culture grecque qui fuient graduellement la cité de Byzance, généralisant les techniques de mosaïque et de feuilles dorées de l'art byzantin lors de l'intermède latin sur les retables des églises.

## La Renaissance historique et artistique européenne

### Ampleur
La Renaissance a édifié le sens dit classique dans la peinture, la sculpture et les arts de la civilisation occidentale, rien de moins : classique, en ce sens que tout étudiant de ces disciplines ne peut en faire abstraction dans son apprentissage ; classique encore, puisque les prolongements effectués par les artistes de la Renaissance, qui fusionnèrent avec ceux des artistes de l'Antiquité, le devinrent aux yeux de ceux qui allaient amener les évolutions ultérieures : en littérature française, voir le point de vue des Anciens dans la querelle des Anciens et des Modernes.

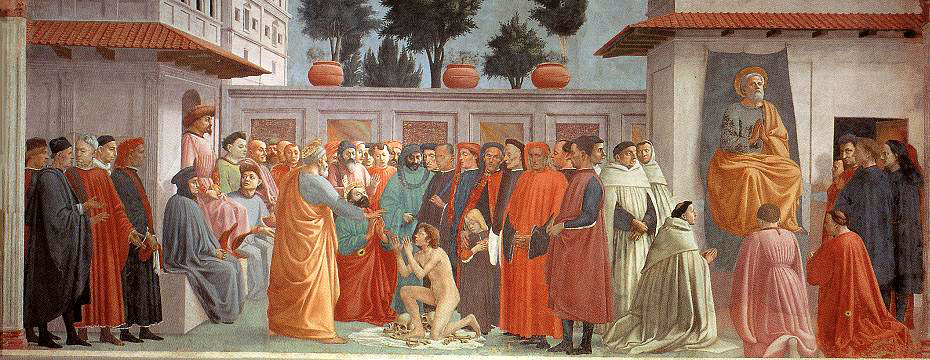
Fresque de Tommaso di Giovanni Cassai dit Masaccio figurant dans la chapelle Brancacci de l'église Santa Maria del Carmine à Florence.
Profondeur et lignes de fuite apparaissent, et les techniques de peinture deviennent abordables par les matières employées : c'en est fini d'un point de vue stylistique avec les représentations en deux dimensions dans les triptyques glorifiant uniquement la divinité par des feuilles d'or sur des panneaux de bois, seul objet de l'art en Occident jusqu'alors.

- L'Histoire de l'Art considère que Masaccio (1401 - 1428), donna naissance à la peinture occidentale moderne, par son application des lois de la perspective linéaire au dessin. Giotto di Bondone fait aussi partie des prétendants au titre.

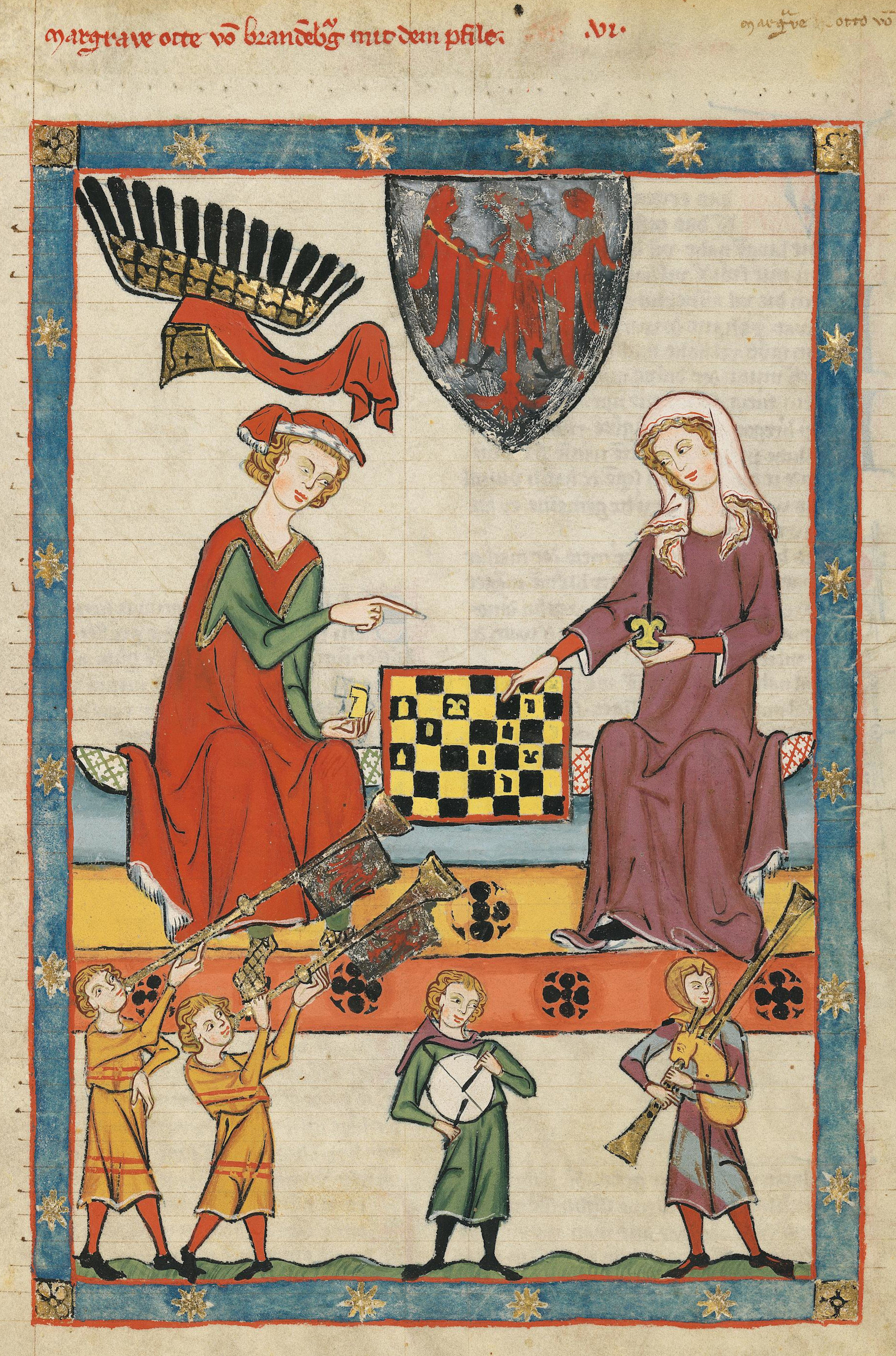
Le chemin de diffusion du jeu d'échecs, ici illustré dans le codex Manesse (années 1320), passe par : al-Andalus, la Provence, puis parvient en Italie dans les milieux aristocratiques de la courtisanerie qui développent au même moment l'amour courtois.

- Le caractère unique de l'avènement de la Renaissance dans l'histoire humaine, ainsi que son influence sur les mouvements artistiques, rend approprié de différencier le récit propre à l'Histoire de l'Italie de celui de l'Histoire de l'art, sur les mêmes siècles.
- D'un point de vue philosophique, l'Italie joua le rôle de relais de transmission du savoir à l'Occident, absorbant les points de vue provenant des franges de l'Occident et du monde méditerranéen : les byzantins, les apports du Proche-Orient pendant les États latins d'Orient, pour lesquels les ports italiens assurèrent l'approvisionnement, où un syncrétisme de pensée se développa sur ces territoires avec la culture moyen-orientale, et pour finir les apports d'al-Andalus, en fin de vie, parvenant en Italie par les chemins de la Provence.
- Sur le terrain même de l'Italie, les excavations prenaient par surprise les artistes d'un Moyen Âge mourant, exhumant les vestiges statuaires d'une civilisation éblouissante de raffinement. La faisant renaître, ces artistes mirent fin à l'époque médiévale dans la péninsule italique.

### Réappropriation de l'historiographie à compter de la Renaissance
Une des ruptures les plus significatives avec la tradition se manifesta dans le domaine de l'Histoire : l'historiographie. Les historiens, parmi lesquels figurent Flavio Biondo (XVe siècle), Machiavel et Guicciardini (XVIe siècle), abandonnèrent la vision médiévale, liée à un concept de temps relatif à l'avènement du Christ, pour développer une analyse des évènements qui a son origine dans une conception laïque et dans l'attitude critique envers les sources.
L'histoire devient une branche de la littérature et non plus de la théologie. Elle refuse la division conventionnelle chrétienne qui devait commencer avec la Création, suivie de l'Incarnation de Jésus-Christ et du Jugement Dernier. La vision de la Renaissance exalte au contraire le monde gréco-romain, condamne le Moyen Âge comme une ère de barbarie, et proclame la nouvelle époque comme ère de lumière et de renaissance du monde classique. L'intérêt fervent pour l'Antiquité se concrétise dans la recherche et la restauration des manuscrits des grands auteurs grecs et latins: les Dialogues de Platon, l'Enquête d'Hérodote, Thucydide, les œuvres des grands poètes grecs, redécouverts et publiés après la chute de Constantinople en 1453, firent naître en Europe une nouvelle ferveur philosophique qui mena à une meilleure connaissance du grec antique.
Quoique la rédaction de tomes d'Histoire ecclésiastique continue, les écrivains laissant des archives ne sont plus seulement des religieux, à compter de la Renaissance ; comme ce fut le cas durant le Haut Moyen Âge pour Bède qui, avec son Histoire ecclésiastique du peuple anglais, constitua le seul document qui nous soit parvenu pour connaître la période de l'invasion anglo-saxonne de l'île de Bretagne.

### Généralisation du terme

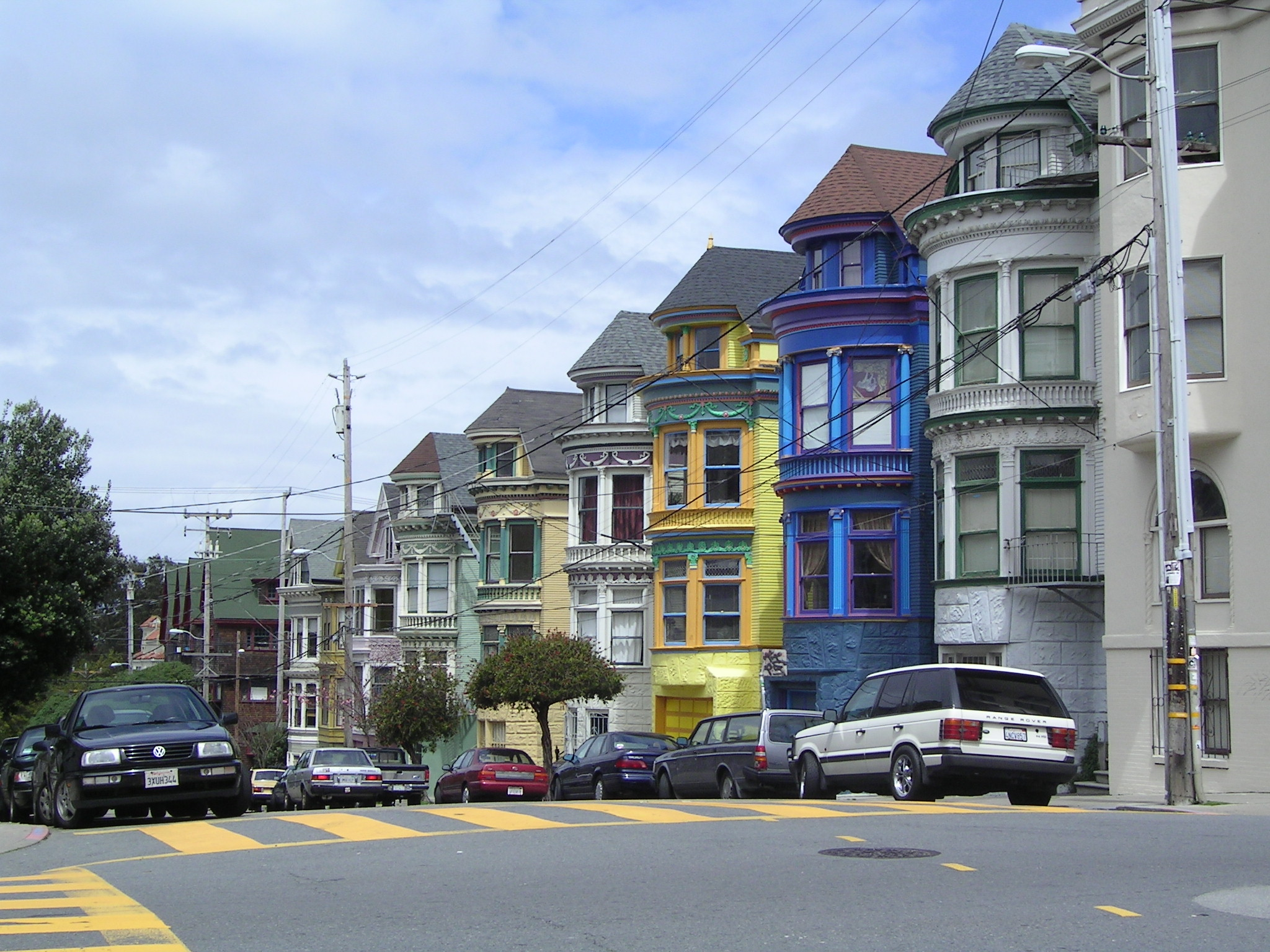
Avec ses riantes maisons de bois peintes de toutes les couleurs du flower power hippie, l'intersection de Haight-Ashbury poursuivit la Renaissance de San Francisco dans les années soixante.

Dans le même ordre d'idées et hors du contexte lié à l'Europe de l'Ouest tel que précité, on trouve :
- la Renaissance saïte, relative à l'art de la XXVIe dynasite égyptienne ;

- la Renaissance macédonienne, qualifiant le règne de la dynastie macédonienne sur Byzance (IXe et XIe siècles) ;
- la Renaissance américaine (en), en Architecture, identifiée de 1880 à 1914 (Architecture aux États-Unis) ;
- la Renaissance de Harlem, en Arts, musique et littérature au moment de la Grande Dépression ;
- la Renaissance de San Francisco, années 1950, mouvement littéraire et poétique ;
- la Renaissance écossaise, XXe siècle, mouvement littéraire ;